# Europees kampioenschap voetbal onder 16 - 1982
Het Europees kampioenschap voetbal onder 16 van 1982 (kortweg: EK voetbal -16) was de eerste editie van het Europees kampioenschap voetbal mannen onder 16 (vanaf 2001 onder 17) en is bedoeld voor spelers die op of na 1 januari 1965 geboren zijn. Ondanks de leeftijdgrens van 16 jaar mochten ook spelers van 17 jaar meespelen omdat de leeftijdsgrens alleen bij het begin van de kwalificatie voor het EK geldt. Vanaf de halve finales werd het toernooi gespeeld in Italië, daarvoor waren er kwartfinales die gespeeld werden volgens het thuis-uit-systeem. Het gastland was uiteindelijk ook de toernooiwinnaar.
Dit toernooi bood ook de mogelijkheid tot kwalificatie voor het wereldkampioenschap voetbal onder 16 jaar in 1985 in China. Het is goed mogelijk dat het pas geruime tijd na het toernooi bepaald werd, maar de kampioen van dit EK mocht uiteindelijk aan het eerste WK onder 16 meedoen. Dat was Italië.

## Kwalificatie
| Land           | Gekwalificeerd als   | Aantal deelnames |
| -------------- | -------------------- | ---------------- |
| Finland        | Winnaars kwartfinale | Debuut           |
| West-Duitsland | Winnaars kwartfinale | Debuut           |
| Italië         | Winnaars kwartfinale | Debuut           |
| Joegoslavië    | Winnaars kwartfinale | Debuut           |

## Knock-outfase
|  | Halve finale       | Halve finale       |   |                   | Finale            | Finale |
|  |                    |                    |   |                   |                   |        |
|  | 5 mei – Falconara  |                    |   |                   |                   |        |
|  | Italië             | 1 (4)              |   |                   |                   |        |
|  | Finland            | 1 (2)              |   |                   |                   |        |
|  |                    |                    |   |                   |                   |        |
|  |                    |                    |   |                   | 7 mei – Falconara |        |
|  |                    |                    |   |                   | Italië            | 1      |
|  |                    | West-Duitsland     | 0 |                   |                   |        |
|  |                    |                    |   |                   |                   |        |
|  |                    |                    |   |                   | Derde plaats      |        |
|  | 5 mei – Senigallia | 5 mei – Senigallia |   | 7 mei – Falconara | 7 mei – Falconara |        |
|  | Joegoslavië        | 1                  |   | Joegoslavië       | 0 (4)             |        |
|  | West-Duitsland     | 2                  |   |                   | Finland           | 0 (2)  |

### Finale
|            |        |     |                |                   |
| 7 mei 1982 | Italië | 1–0 | West-Duitsland | Falconara, Italië |
| 7 mei 1982 | Macina |     |                | Falconara, Italië |